# Исак II Ангел
Исак II Ангел (на гръцки: Ισαάκιος Β’ Άγγελος, Isaakios II Angelos; * септември 1156 – † януари 1204) е византийски император от 1185 до 1195 г., когато е детрониран и управлява отново от 1203 до 1204 г. Той основава Династията на Ангелите, при която Византия се разпада.

## Произход
Бащата на Исак II е Андроник Ангел, син на Теодора Комнина, най-младата дъщеря на император Алексий I Комнин и Ирина Дукина. Така Исаак е сродник на голямата императорска династия на Комнините.

## Възкачване чрез бунт
По време на краткото управление на Андроник I Комнин, Исак е замесен в бунта в Никея (дн. Изник, Турция) и в Пруса (дн. Бурса, Северозападна Турция). Въпреки това императорът не го наказва за тази нелоялност към властта и Исаак остава в Константинопол.
На 11 септември 1185 г., по време на отсъствие на император Андроник I Комнин от столицата, помощникът на последния – Стефан Айохристофорит премества Исак в ареста. За да се защити, Исак лично убива Айохристофорит и бяга в „Света София“. Андроник I, който в някои отношения е способен владетел, е мразен поради усилията си да задържи покорна аристокрацията и поради своята жестокост. Исак апелира за подкрепа към населението в столицата и започват безредици, които бързо се разпростират из целия град. Когато император Андроник I се завръща в Константинопол, той открива, че неговата власт е преобърната, а Исаак е провъзгласен за император. Андроник опитва да избяга с лодка, но е задържан. Исак го хвърля на градската тълпа и той е жестоко убит на 12 септември 1185 година.

## Управление
Исак II има репутацията на един от най-неуспешните владетели, който е сядал на византийския престол. Заобиколен от роби, любовници и ласкатели, той позволява неговата империя да се ръководи от незаслужили фаворити, докато самият той пилее парите, изстискани от провинциите, за скъпи здания и за дарения на църквите в столицата.

### Първо управление (1185 – 1195)
Исак II укрепява своята позиция като император чрез династични бракове през 1185 и 1186 година. Неговата племенница Евдокия Ангелина е омъжена за Стефан, син на Стефан Неманя от Сърбия. Сестрата на Исак, Теодора, е омъжена за италианския маркиз Конрад Монфератски. През януари 1186 г. самият Исак се жени за най-възрастната дъщеря на унгарския крал Бела III, едва 10-годишната Маргарита, която приема името Мария. Унгария е една от най-големите и силни съседки на империята, а и Маргарет се ползвала с привилегиите на своя висок аристократичен произход, който бива отнасян към владетелски фамилии от Киевска Рус, Свещената Римска империя, Прованс и по-ранни византийски династии.
Исак II Ангел започва своето царуване с решителна победа срещу норманския крал на Сицилианско кралство Уилям II (по течението на река Струма на 7 септември 1185), който нахлува на Балканите към края на управлението на Андроник I. В други аспекти политиката на Исак II е по-малко успешна. Той се проваля в опита си да възвърне Кипър от въстаналия благородник Исак Комнин, благодарение на норманската намеса.
Тиранията на непомерните данъци, увеличени, за да се заплаща на наемните войски и за да се финансира бракът му, довеждат до избухването на въстание в Мизия, оглавено от двамата български първенци Асен и Петър в края на 1185 г. Въстанието на Асен и Петър довежда до установяването на Второ българско царство, под управлението на династията Асеневци. През февруари 1187 г., победителят срещу норманите Алексий Врана е изпратен срещу въстаниците, но обръща армията срещу василевса и се опитва да завземе властта в Константинопол, преди да бъде победен и убит от баджанака на Исак II – Конрад Монфератски.
Вниманието на императора след това е заето на Изток, където няколко претенденти за престола се вдигат последователно на бунт и падат (Теодор Манкаф в 1188 г., Псевдо-Алексий II в 1192 г., Константин Ангел Дука в 1193 г.). През 1189 г. императорът на Свещената Римска империя Фридрих I Барбароса търси и получава позволение да преведе своите войски на Трети кръстоносен поход през Византийската империя; но скоро след като кръстоносците преминават границата, Исак II, който се стреми към съюз със Саладин, започва да създава всевъзможни пречки по пътя им. Фридрих изпраща срещу Исак сина си Хайнрих с флота пред стените на Константинопол, което довежда до мирния договор от февруари 1190 г., сключен в Адрианопол.
Следващите пет години са белязани от продължилата война с България, срещу която Исак II лично повежда няколко експедиции. Въпреки обещаващото начало, тези походи имат малък ефект, а през 1190 г. император Исак едва избягва смъртта, като палатката му заедно с пирамидалната му корона са пленени от българите. Докато се приготвя за поредната офанзива срещу България през 1195 г., Алексий III Ангел, по-възрастният брат на императора, се възползва от неговото отсъствие и се провъзгласява за император, докато брат му е на лов. Алексий III е подкрепен от войниците, а Исак II е детрониран, ослепен и хвърлен в константинополския затвор.

### Второ управление (1203 – 1204)
След осем години в плен Исак II е въздигнат от тъмницата на трона непосредствено след пристигането на Четвъртия кръстоносен поход и бягството на Алексий III Ангел от столицата. Но умът и тялото му са омаломощени от затвора и неговият син Алексий IV Ангел е асоцииран на престола.
Силно задължен на кръстоносците, Алексий IV не е в състояние да поеме своите задължения и поради нерешителността си губи подкрепа както сред съюзниците-кръстоносци, така и сред поданиците си. В края на януари 1204 г. влиятелният императорски двор окончателно взема предимство в избухналите междуособици в столицата. Алексий IV е свален, а властта заграбва Алексий Дука Мурзуфул. В тази ситуация Исак II умира, както се твърди от шок, след като синът му Алексий IV е удушен на 28 или 29 януари.

## Семейство
Произходът на първата жена на Исак е неизвестен, но нейното име Ирина е открито в списъка с починали на Шпайерската катедрала, където е погребана тяхната дъщеря Ирина (също). Трябва да се отбележи обаче, че би било изключително нетипично майка и дъщеря да носят едно и също име, освен ако това на майката не е монашеско. Съпругата на Исак може да е и член на фамилията на Палеолозите. Тяхното трето дете се ражда през 1182/1183 и тя умира или се развежда с него, тъй като той се жени повторно. Техни деца са:
- Ефросина Ангелина
- Ирина Ангелина
- Алексий IV Ангел

От своята втора съпруга, Маргарет от Унгария, Исак има двама сина:
- Йоан Ангел, роден не по-рано от януари 1193; той емигрира в Унгария и е управител на Сремска област с главен град Сирмиум около 1254
- Мануил Ангел, роден след 1195